# Atentados en julio de 2005 en Londres
Los atentados de julio de 2005 en Londres fueron unos ataques terroristas de motivaciones yihadistas sincronizados. El primer conjunto de ataques fue llevado a cabo por terroristas suicidas. 
Un segundo conjunto de ataques fue realizado dos semanas más tarde, aparentemente intentos fallidos de atentados. Ambos conjuntos de atentados tuvieron como objetivo el sistema de transporte público, con ataques al metro de Londres y a la red de autobuses. Produjo la muerte de 56 personas, todas en el primer ataque, incluidos los cuatro terroristas sospechosos, y 700 heridos.
En los días siguientes a los ataques, se aumentó la seguridad en el Reino Unido y en muchos otros países.

## 7 de julio de 2005

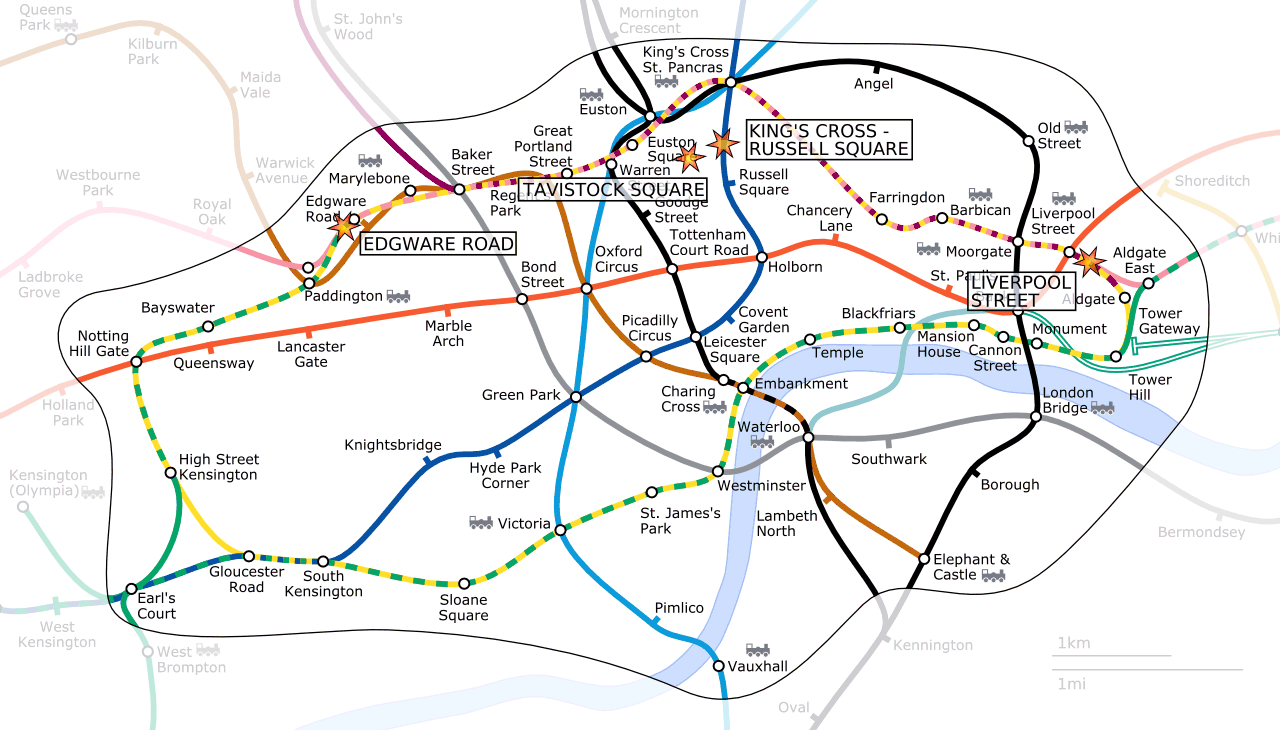
Lugar de las explosiones, indicado sobre un mapa del metro de Londres.

Tres bombas explotaron en el metro de Londres con una diferencia de 50 segundos entre ellas. La primera bomba explotó en el tren de la sub-superficie Circle Line, que se dirigía al este, entre la estación de Liverpool Street y la estación de Aldgate. La segunda explotó en el segundo remolque del tren de metro de la sub-superficie Circle Line, que se dirigía hacia el oeste, en la estación de Edgware Road. La tercera bomba explotó en un tren de metro del nivel profundo de la Piccadilly Line, que se dirigía hacia el sur, entre las estaciones de King's Cross St. Pancras y Russell Square.
Inicialmente se pensó que las explosiones habían sido debidas a una sobretensión. Un informe inicial, minutos después de las explosiones, hablaba de una persona que estaba debajo de un tren, mientras que otro hablaba de un descarrilamiento (ambas hechos ocurrieron, pero solo como resultado de las explosiones). Se declaró la alerta de código ámbar a las 09:19, y el metro de Londres comenzó a cerrar la red, llevando los trenes a las estaciones y suspendiendo todos los servicios.
Una hora después de las explosiones iniciales, hubo otra explosión en la Plaza Tavistock en un autobús de dos plantas operado por Stagecoach London que hacía su ruta desde Marble Arch a Hackney Wick.

## 21 de julio de 2005
Dos semanas después de los ataques iniciales, cuatro dispositivos explosivos detonaron parcialmente cuando unos terroristas suicidas trataron de recrear los atentados. Nuevamente el ataque tuvo como objetivos a tres trenes del metro de Londres y un autobús, aunque una quinta bomba fue encontrada más tarde en Little Wormwood Scrubs, justo al norte de White City y Shepherd's Bush. La sincronización de los ataques fue menos precisa que el 7 de julio, pero de nuevo los ataques a la red del metro de Londres fueron más o menos sincronizados y precedieron a un ataque a un autobús de Londres en una hora. No hubo víctimas mortales y ninguno de los individuos responsables fue detenido en el lugar.
Los ataques al metro de Londres se produjeron en un tren en la estación Shepherd's Bush en la Hammersmith and City Line en West London, un tren en la estación Oval en la Northern Line y en un tren de la Victoria Line en la estación Warren Street (a través del cual circula también la Northern Line). El ataque al autobús ocurrió en East London en un autobús que iba desde Waterloo a Hackney Wick, en Hackney Road.
Puesto que todos los terroristas habían logrado evitar la detención, comenzó un temor a nivel nacional y había miedo a que se produjeran otros ataques. Durante el período de aumento de la seguridad en el metro de Londres, Jean Charles de Menezes murió en la estación Stockwell por disparos de oficiales de polícias armados, tras haber sido confundido con un sospechoso terrorista. Menezes no estuvo implicado en los ataques, ni llevaba explosivos ni armas.
Sobre una semana después del intento de atentado del 21 de julio, cuatro hombres sospechosos de intentar detonar las bombas fueron arrestados. Un hombre fue encontrado en Birmingham, dos en Londres y uno en el capital italiana, Roma.

## Efectos

### Alertas de seguridad
Aunque había alertas de seguridad en muchos lugares, no ocurrió ningún otro incidente terrorista fuera del centro de Londres. Algunos paquetes sospechosos fueron destruidos en explosiones controladas en Birmingham, Brighton, Coventry, Edimburgo, Luton, Darlington y Swindon. La seguridad a través del Reino Unido fue elevada al nivel de alerta más alto.
Muchos otros países elevaron su estado de alerta de seguridad (como Estados Unidos, Francia y Alemania), especialmente en el transporte público. Durante un tiempo, comandantes estadounidenses ordenaron a las tropas con base en el Reino Unido evitar Londres.